# Blasskuckuck
Der Blasskuckuck (Heteroscenes pallidus, Syn.: Cacomantis pallidus, Cuculus pallidus) gehört zur Ordnung der Kuckucksvögel (Cuculiformes) und zur Familie der Kuckucke (Cuculidae). Wie zahlreiche Arten der Kuckucksvögel ist der Blasskuckuck ein obligatorischer Brutschmarotzer. Er parasitiert überwiegend Honigfresser.
Das Verbreitungsgebiet des Blasskuckucks ist sehr groß. Sein Brutgebiet erstreckt sich über Australien und Tasmanien. Außerhalb der Brutzeit sind Individuen auch auf Neuguinea und den Molukken anzutreffen. Es werden keine Unterarten beschrieben und der Blasskuckuck ist der einzige Vertreter der Gattung Heteroscenes. Es werden allerdings eine helle und eine dunkle Farbmorphe unterschieden. Die IUCN stuft die Art als nicht gefährdet (least concern) ein.

## Systematik
Der Blasskuckuck wird gelegentlich den Gattungen Cuculus oder Cacomantis zugeordnet. Quellen wie das Handbook of the Birds of the World oder Wissenschaftler wie Bruce Beehler stellen die Art mittlerweile in eine eigene Gattung. Auf Grund von mtDNA-Analysen gilt als sicher, dass der Blasskuckuck eine Zwischenform zwischen diesen beiden Gattungen ist, die am nächsten mit dem ebenfalls monotypischen Weißscheitelkoel (Caliechthrus leucolophus) verwandt ist.
Zu den Gattungsmerkmalen gehören neben den runden Nasenlöchern der dunkle Augenstrich, das Fehlen von Farbabzeichen auf dem Brustgefieder und die quergebänderte Unterschwanzdecke.

## Merkmale

### Körpermaße und Körperbau

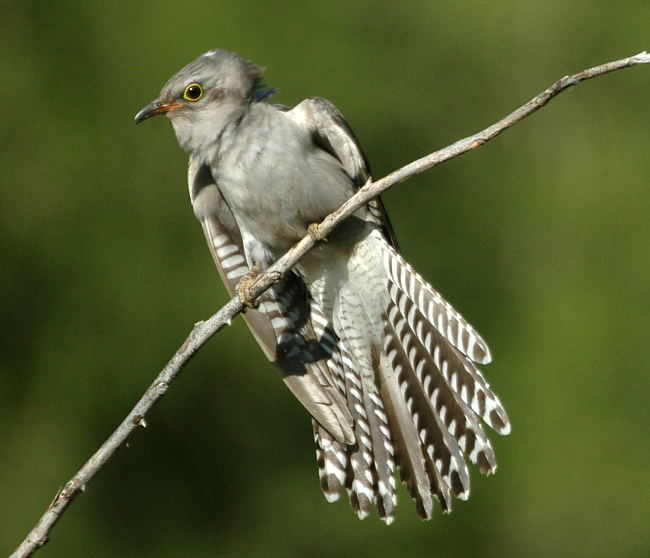
Blasskuckuck

Der Blasskuckuck erreicht eine Körperlänge von 31 Zentimeter. Es ist damit ein mittelgroßer Kuckuck. Der Schnabel ist leicht gebogen, der Kopf ist im Verhältnis zum Körper vergleichsweise klein. Die Flügel sind lang und spitz auslaufend. Das Schwanzgefieder ist lang und am Ende leicht gerundet. Wie bei mehreren Arten der Altweltkuckucke erinnert er in seinem Körperbau entfernt an einen kleinen Falken. Er ist etwas kleiner als der gleichfalls in Australien vorkommende Hopfkuckuck, aber etwas größer als der Fächerschwanzkuckuck.
Von der Körperlänge entfallen durchschnittlich 16 Zentimeter auf das Schwanzgefieder. Die Flügel sind bei den Männchen durchschnittlich 19,3 Zentimeter lang. Die der Weibchen sind mit durchschnittlich 19,1 Zentimeter geringfügig kürzer. Der Schnabel ist durchschnittlich 2,6 Zentimeter lang. Sie wiegen zwischen 64 und 118 Gramm.
Die Iris ist dunkle bis mittelbraun und weist häufig einen weißen oder gelben äußeren Ring auf. Der Orbitalring ist gelb, der Schnabel ist mattschwarz bis schwarzbraun mit einer etwas helleren Schnabelbasis. Die Schnabelscheiden sowie die Schnabelspitze sind weißlich, das Schnabelinnere ist bei den adulten Vögeln gelb bis matt orange. Jungvögel haben dagegen ein weißlich bis weißlich-rosafarbenes Schnabelinnere. Die Beine und Füße sind olivfarben bis matt gelb.

### Männchen
Die Männchen der hellen Farbmorphe haben einen blaugrauen Kopf, einen blaugrauen Mantel und einen blaugrauen Nacken. Im Nacken befindet sich jedoch auch ein weißer Fleck, der nur auszumachen ist, wenn Wind das Gefieder auseinander bläst. Über das Auge verläuft ein dunkelgrauer Augenstrich, der bei einigen Individuen sich auch auf den Halsseiten fortsetzt. Die übrige Körperoberseite ist dunkelgrau bis graubraun, der Bürzel ist weiß gefleckt. Die Schwungfedern und die Flügeldecken sind wie die Körperoberseite gefärbt, weisen jedoch sehr schmale weiße Säume auf. Die Körperunterseite ist blass grau, das Schwanzgefieder ist dunkelbraun. Alle Steuerfedern bis auf das mittlerste Steuerfederpaar sind weiß gefleckt.
Bei den Männchen der dunklen Farbamorphe ist die Körperoberseite dunkler und brauner, der Nacken ist bräunlich. Die Flügel weisen feine weiße Tupfen auf.

### Weibchen

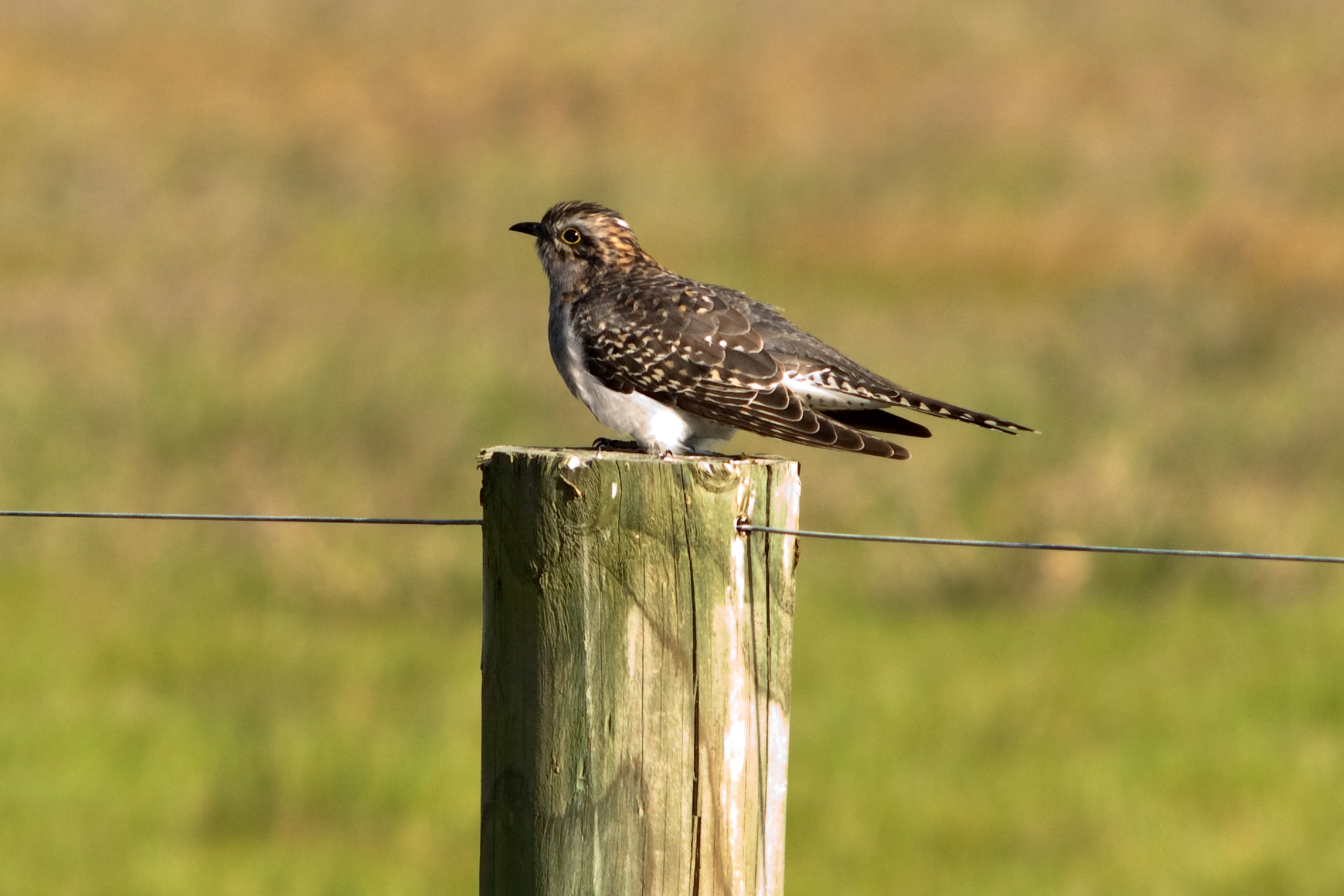
Blasskuckuck, dunkle Farbmorphe

Bei den Weibchen der dunklen Farbmorphe ist der Scheitel und der Nacken schwarzbraun mit rötlichbraunen Stricheln und einem weißen Flecken am Nacken. Der Augenstrich ist weißlich und schwarzbraun. Die Federn des Mantels sind dunkelbraunen mit rotbraunen Säumen. Die übrige Körperoberseite ist blassblauen mit einer weißen, bräunlichen und rotbräunlichen Fleckung. Die Flügel sind dunkelbraun mit rotbraunen und blassblauen Flecken. Die Körperunterseite ist blass grau mit einer feinen blassblauen Tupfung auf dem Brustgefieder und einer blaugrauen Querbänderung auf den Flanken und den Unterschwanzdecken. Die Steuerfedern sind weiß getupft oder weißlich quergebändert.
Die Weibchen der hellen Farbmorphe gleichen in ihrem Gefieder einer Zwischenform zwischen den Männchen der hellen Farbmorphe und den Weibchen der dunklen Farbmorphe.

### Jungvögel
Jungvögel weichen auffallend von den adulten Vögeln ab. Bei ihnen sind die Stirn, die Zügel, das Kinn und die Kehle dunkelgrau, wodurch das Gesicht insgesamt sehr dunkel wirkt. Bei einigen Individuen weist die Kehle eine weiße Strichelung auf. Der Scheitel, der Nacken und der hintere Hals sind schwarzbraun und weiß gestrichelt. Ein auffallender weißer Überaugenstreif verläuft von über dem Auge und den Ohrdecken bis an die Nackenseiten. Ein ebenfalls auffälliger schwarzer Augenstrich verläuft entlang der Halsseiten bis zu den Seiten der Oberbrust. Sie haben außerdem einen weißlichen Bartstrich. Der Bürzel ist dunkelbraun und weißlich oder hellbräunlich gestrichelt. Die Oberschwanzdecken sind dunkelbraun mit einer feinen weißen Schulung. Das Schwanzgefieder ist auf der Oberseite dunkelbraun mit auffälligen weißen und blass hellbraunen Flecken an den Außenseiten der Steuerfedern. Die Vorderbrust ist dunkelbraun mit einer weißlichen Strichelung, die übrige Körperunterseite ist weißlich mit graubraunen Stricheln. Der Schnabel ist grau mit weißlichen Schnabelscheiden und einer weißlichen Schnabelspitze. Der Orbitalring ist blassgelb. Die Iris ist braun. Die Beine und Füße sind blassrosa.

## Verbreitung

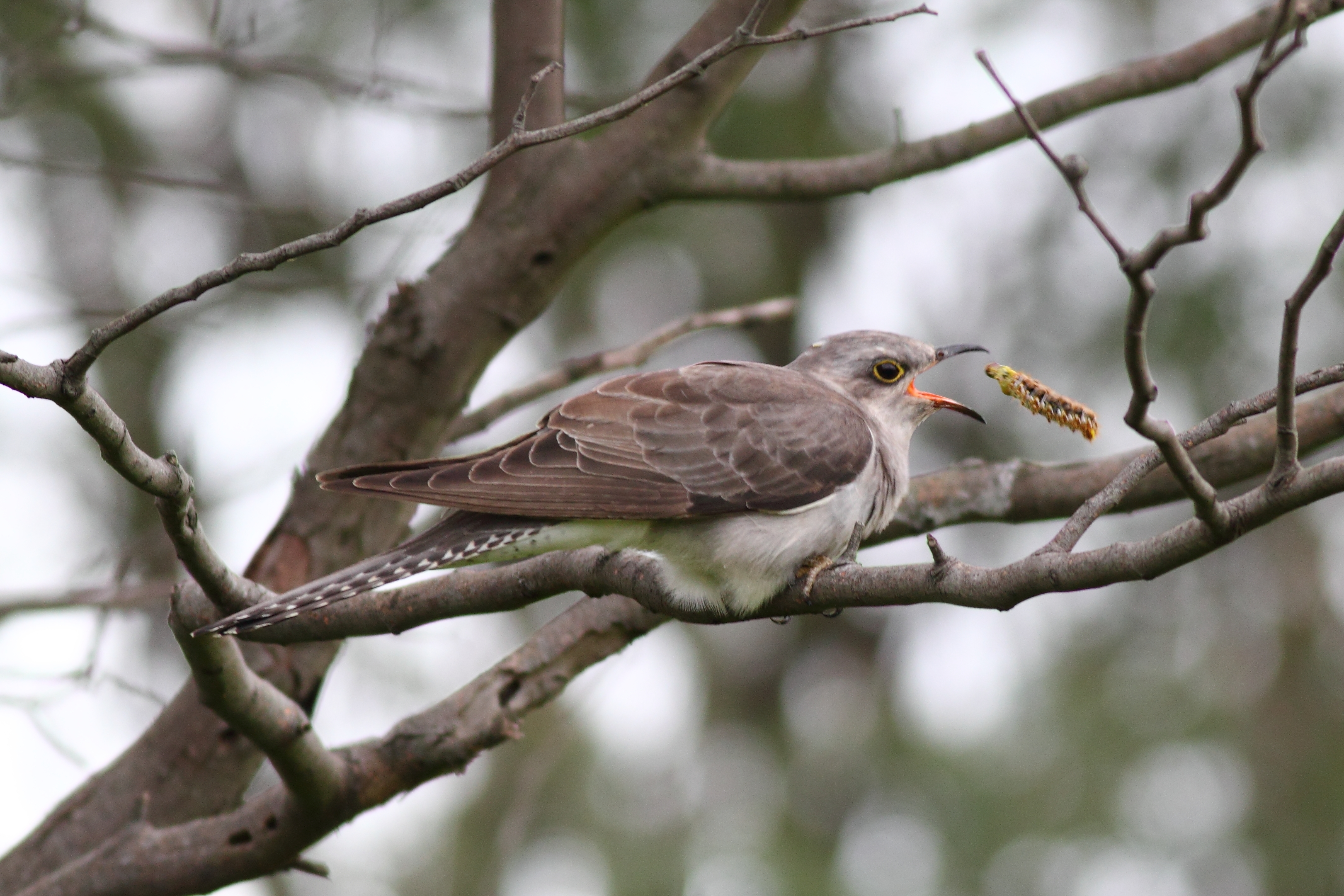
Blasskuckuck beim Fressen

Der Blasskuckuck kommt in Australien und der Wallacea vor. Das Hauptverbreitungsgebiet ist Australien inklusive Tasmanien. Die Wallacea gilt als Überwinterungsgebiet, das nur von wenigen Blasskuckucken aufgesucht wird. Es wird jedoch für möglich gehalten, dass es kleine Brutpopulationen auch auf Timor und Neuguinea gibt. Auf dem australischen Kontinent ist er fast überall anzutreffen, wobei die Populationsdichte im Norden etwas geringer ist. Die höchste Populationsdichte findet sich im Süden Australiens, das heißt, in den Bundesstaaten Victoria, New South Wales und im Südwesten von Western Australia.
Die Wanderbewegungen des Blasskuckucks sind noch nicht abschließend verstanden. Blasskuckucke ziehen nach jetzigem Erkenntnisstand während der Nacht. Vermutlich sind die nördlichen australischen Populationen Standvögel, dafür spricht auch, dass in den nördlicheren australischen Regionen Eier und Jungvögel dieser Kuckucksart in allen Monaten bis auf April gefunden wurden. Die südlichen Populationen sind dagegen Teilzieher, wobei nur sehr wenige Blasskuckucke auf Tasmanien überwintern. Die meisten überwintern im Norden Australiens. Einige der Blasskuckucke erreichen dann auch den Nordwesten und den Süden von Neuguinea, Ternate, Halmahera, Flores, die Babarinseln und Timor.
Als seltener Irrgast ist der Basskuckuck auch gereicht auf Neuseeland, auf der Lord-Howe-Insel, der Norfolkinsel, der Weihnachtsinsel und der Macquarieinsel beobachtet worden.

## Lebensraum

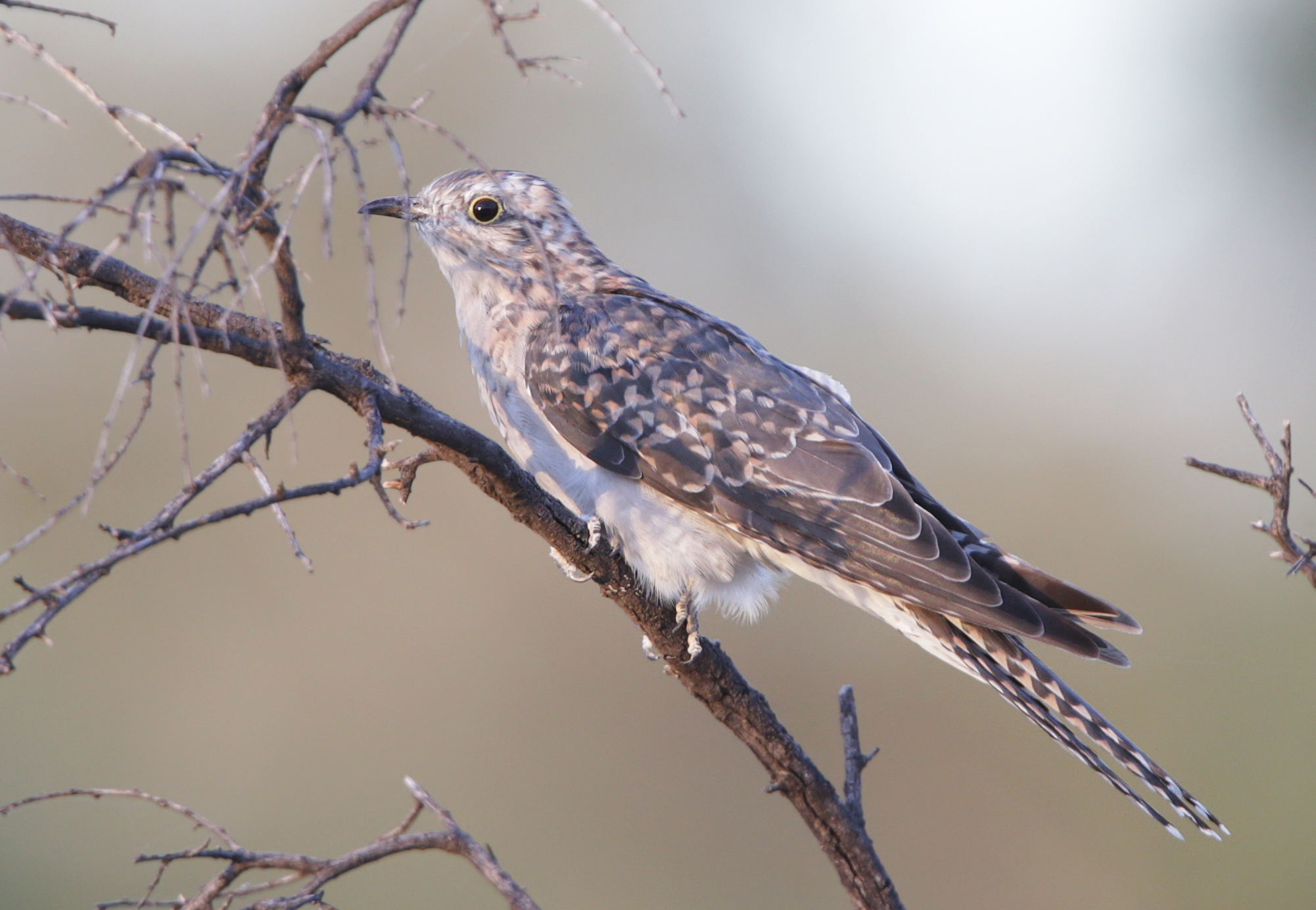
Blasskuckuck

Der Blasskuckuck kommt überwiegend in offenen Wald- und Buschlandschaften vor. Er bevorzugt dabei vor allem solche Gebiete, die nur in geringem Maße Unterholz aufweisen. Seine Lebensräume sind häufig von Eukalypten und Bäumen der Gattung Acacia dominiert. Entlang von Wasserläufen und anderen Feuchtgebieten ist er häufiger in Hainen mit Rotem Eukalyptus anzutreffen. Er besiedelt außerdem die Mallee, eine australische Vegetationsform, bei der zwei bis zehn Meter hohe Eukalyptus-Sträucher dominieren.
Der Blasskuckuck kommt außerdem auf Weideflächen und entlang von Straßen vor, wenn sie noch Restbestände von Bäumen aufweisen. Er besiedelt außerdem Gärten und Parks insbesondere in den Vorstädten, baumbestandene Savanne, Strauchlandschaften an der Küste, Kiefernplantagen, Wein- und Obstanbauflächen, Mangroven und selbst Wüste, sofern sie noch einzelne Bäume und Sträucher aufweisen. Am wenigsten häufig ist er im Regenwald anzutreffen.

## Lebensweise
Der Blasskuckuck lebt überwiegend einzelgängerisch. Während der Brutzeit sind seine Rufe häufig zu vernehmen. Er ruft dann häufig von exponierten Singwarten aus. Außerhalb der Brutzeit ist der Blasskuckuck deutlich weniger ruffreudig und damit auch unauffälliger. Der Flug ist schnell und gerade: Seine Flugsilhouette ist durch den vergleichsweise kleinen Kopf und die langen, spitz zulaufenden Flügel sowie dem langen, gerundeten Schwanz vergleichsweise auffällig. Landende Blasskuckucke heben und senken ihr Schwanzgefieder meist. Bei ruhenden Blasskuckucken hängen die Flügel meist leicht herab. Zum Ruhen suchen Blasskuckucke sehr häufig abgestorbene Bäume auf. Sie baumen häufig auch auf Drähten oder auf Zäunen auf.
Der Blasskuckuck sucht seine Nahrung überwiegend im Blattwerk von Bäumen sowie auf dem Erdboden. Außerhalb der Brutzeit sind die Blasskuckucke gelegentlich auch mit anderen Vogelarten vergesellschaftet.
Die Nahrung besteht überwiegend aus behaarten Raupen sowie Käfern, Grashüpfer und Schmetterlinge, Spinnen, Regenwürmer und Mistelbeeren.

## Fortpflanzung

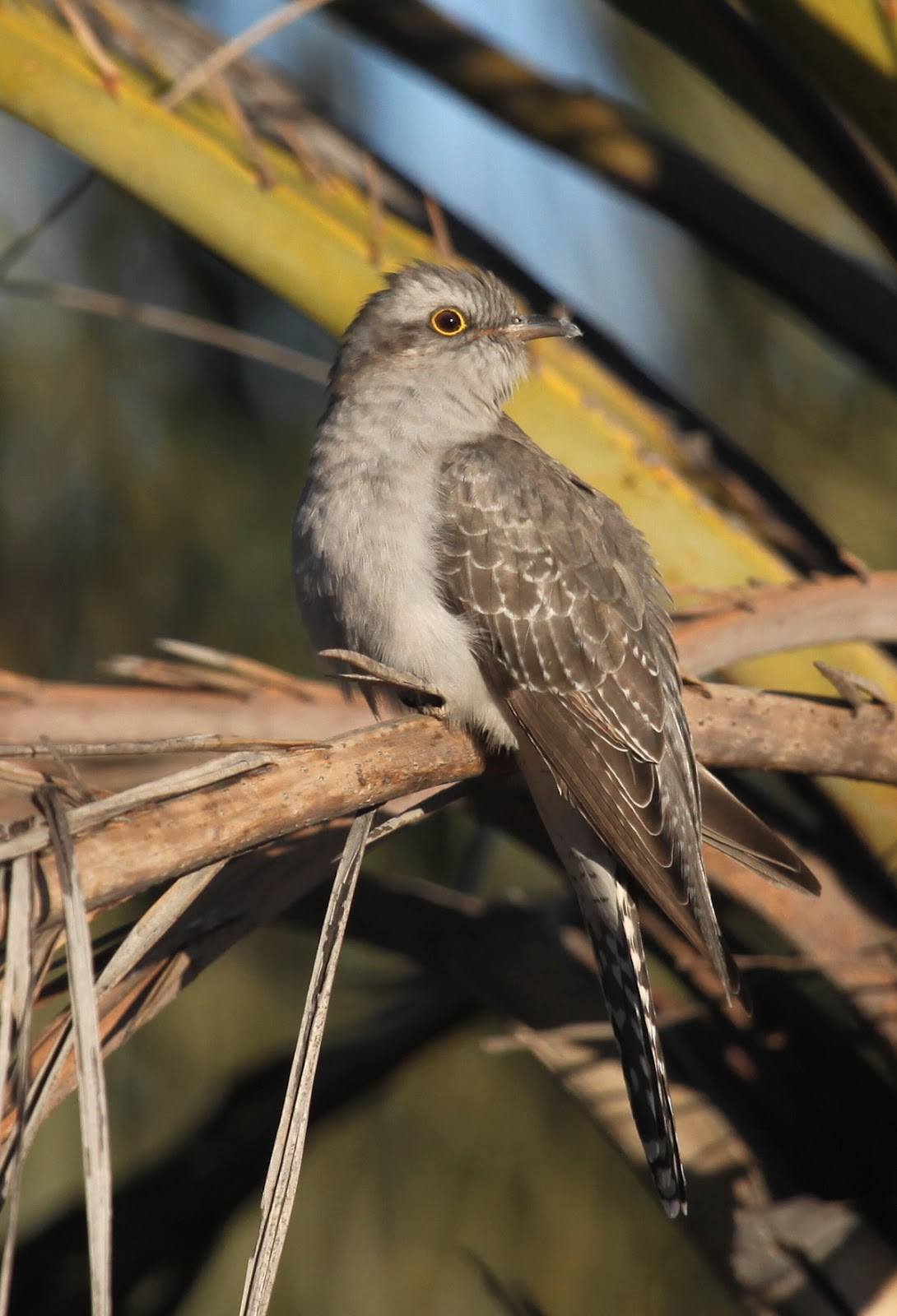
Blasskuckuck

Zur Balz des Blasskuckucks gehört ein gegenseitiges Füttern. Das Weibchen nimmt beispielsweise Futter aus dem Schnabel des Männchens und zittert dabei leicht am ganzen Körper. Die Flügel sind dabei halb geöffnet und hängen leicht herab.
Der Blasskuckuck ist ein obligatorischer Brutparasit, das heißt, er zieht seinen Nachwuchs nicht selber groß, sondern das Weibchen legt ein Ei in die Nester von Wirtsvögeln. Insgesamt konnten für den Blasskuckuck 113 Wirtsvogelarten nachgewiesen werden, fast die Hälfte davon sind sogenannte Honigfresser. Gewöhnlich ähnelt das Ei des Wirtsvogels dem Ei, das der Blasskuckuck legt. In den Fällen, in denen die Weibchen ihre Eier in Nester von Vogelarten mit deutlich abweichenden Eiern legen, wird in der Regel das Nest von den Wirtsvögeln aufgegeben oder das Ei entfernt.
Ähnlich wie der zur Avifauna Mitteleuropas zählende Kuckuck entfernt das Weibchen des Blasskuckucks bei der Eiablage ein Ei aus dem Nest des Wirtsvogels. Der frisch geschlüpfte Kuckucksnestling entfernt innerhalb der ersten 48 Stunden nach Schlupf die anderen, im Nest befindlichen Eier und Jungvögel oder trampelt schwächere Nietgeschwister zu Tode. Der Bettelruf des Kuckucksnestling ist laut und anhaltend und löst bei den Wirtsvögeln einen starken Fütterungsreiz aus. Es gibt mehrere Beobachtungen, dass Blasskuckucke ihren in einem fremden Nest aufwachsenden Jungvogel gelegentlich mit Mistelbeeren und Raupen füttern. Es wird auch davon berichtet, dass flügge gewordene Blasskuckucksjungvögel Nester anderer Vögel aufsuchen, um sich dort füttern zu lassen. Vereinzelt nehmen sie das Nest auch vollständig in Anspruch, indem sie die im Nest befindlichen Jungvögel hinauswerfen.
Der Bruterfolg ist vergleichsweise gering: Aus 100 Blasskuckuckseiern schlüpfen etwa 32 Nestlinge, es werden jedoch nur 13 bis 14 davon auch flügge.

## Einzelbelege
1. ↑  Handbook of the Birds of the World zum Blasskuckuck, aufgerufen am 25. November 2017.
2. 1 2  B. M. Beehler, T. K. Pratt: Birds of New Guinea. 2016, S. 143.
3. ↑  J. Erhitzøe u. a.: Cuckoos of the World. 2012, S. 384.
4. ↑  P. J. Higgins (Hrsg.): Handbook of Australian, New Zealand & Antarctic Birds. Volume 4: Parrots to Dollarbird. 1999, S. 662.
5. 1 2 3 4  J. Erhitzøe u. a.: Cuckoos of the World. 2012, S. 385.
6. 1 2 3 4 5  P. J. Higgins (Hrsg.): Handbook of Australian, New Zealand & Antarctic Birds. Volume 4: Parrots to Dollarbird. 1999, S. 663.
7. 1 2 3  P. J. Higgins (Hrsg.): Handbook of Australian, New Zealand & Antarctic Birds. Volume 4: Parrots to Dollarbird. 1999, S. 664.
8. 1 2 3  J. Erhitzøe u. a.: Cuckoos of the World. 2012, S. 386.
9. 1 2  P. J. Higgins (Hrsg.): Handbook of Australian, New Zealand & Antarctic Birds. Volume 4: Parrots to Dollarbird. 1999, S. 667.